# عدد الأشخاص المشاهدين للتلفاز

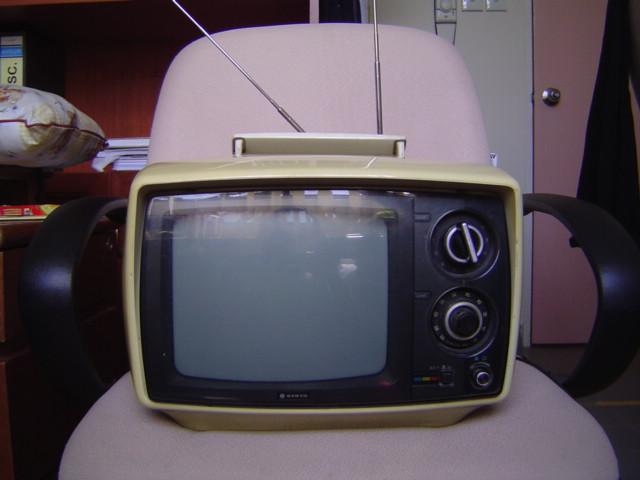

الأشخاص الذين يستخدمون التلفاز أو الناس الذين يستخدمون التلفاز، أو ما يطلق عليه اختصارًا (بي. يو، تي)، هو مصطلح لقياس جمهور التلفاز. ويُستخدم لقياس العدد الإجمالي للأشخاص، في الفئة المستهدفة، الذين يشاهدون التلفاز لمدة تزيد عن خمس دقائق خلال ربع ساعة متوسطة. وعادة ما يُعبر عنه في شكل نسبة مئوية. ويُعرف بشكل أساسي على أنه عدد أو نسبة الجمهور من الأشخاص في منطقة معينة، أو سوق معين الذين يشاهدون التلفاز في وقت معين. وقد قُدّم واستخدم لأول مرة بواسطة شركة، نيلسن للبحوث الإعلامية. واستخدمه مصممو الإعلام، ووكلاء المشتريات، والمعلنون؛  بغرض تحديد تقييمات القنوات عند حساب عدد المشاهدين الفرديين. يُستخدم هذا المصطلح عادة في الولايات المتحدة لتمثيل النسبة المئوية المتوسطة للأشخاص الذين يستخدمون التلفاز عبر جميع القنوات خلال فترة زمنية تُحدد بشكل مسبق. وقد استخدم مصممو الإعلام، والمعلنون تقييمات التلفاز؛ من أجل بث البرامج على قنوات مختلفة للوصول إلى الهدف. ويمكن النظر إلى مصطلح PUT على أنه تصنيف، يستخدم لتحليل تصنيف التلفاز، والذي يستخدم بدوره، لوضع استراتيجيات، وتقييم مشاهدة التلفاز في جزء معين من اليوم مثل المساء، أو وقت الذروة، أو وقت متأخر من الليل. ويُستخدم عداد الأشخاص لحساب عادات وسلوك المشاهدة لدى جمهور التلفاز. يمكن استخدام المصطلحين PUT (الأشخاص الذين يستخدمون التلفاز)، وPVT (الأشخاص الذين يشاهدون التلفاز) بالتبادل في الاستخدام الشائع.

## حساب

وهو مصطلح صاغته شركة نيلسن للبحوث الإعلامية. أو ما يسمى بتصنيفات نيلسن، وهو يشير إلى العدد الإجمالي للأشخاص في منطقة ديموغرافية معينة، الذين يقومون بمشاهدة  التلفاز خلال فترة زمنية معينة. وتعرف نيلسن "PUT بوصفه نسبة مئوية من السكان، أو بوصفه رقم يمثل الآلاف من الأشخاص الذين يشاهدون التلفاز". الصيغة المستخدمة لحساب PUT مماثلة لـ HUT (المنازل التي تستخدم التلفاز).

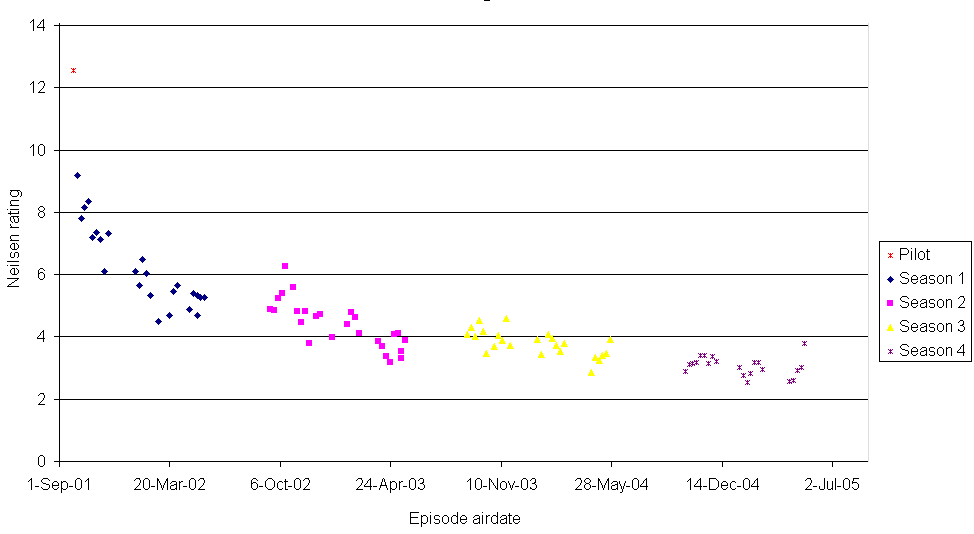

PUT = (التصنيف / الحصة) × 100  صيغة نيلسن لـ PUT هي عدد الأشخاص الذين يشاهدون التلفاز مقسومًا على إجمالي عدد الأشخاص في العالم، أي تصنيف التلفاز مقسومًا على إجمالي حصة التلفاز في منطقة ديموغرافية معينة. ويتم حساب المعدل التراكمي للـــ PUT من خلال النظر في أرقام الجمهور المتوسطة التي تم قياسها من مقياس الأشخاص، لجميع القنوات خلال فترة زمنية معينة وإضافتها معًا للحصول على الرقم التراكمي. ويمكن القول: أن جميع مقاييس وسائل الإعلام تقريبًا، تعتمد من الناحية الفنية على تقييمات الأشخاص. ويُلاحظ أن نسبة التقييم تظل ثابتة من سنة إلى أخرى. وإذا كانت هناك تغييرات تم ملاحظتها، فهي طفيفة في طبيعتها، وترجع فقط إلى تغييرات في عادات المشاهدة. ومن بين أمثلة القياس التي قامت بها شركة نيلسن، قياس جمهور التلفاز في المملكة العربية السعودية في عام 2022م

## PUT و PVT
الأشخاص الذين يستخدمون التلفاز (PUT)، والأشخاص الذين يشاهدون التلفاز (PVT) هما النسبة المئوية لجميع الأشخاص في منطقة مشاهدة معينة، الذين يشاهدون التلفاز خلال فترة زمنية محددة. والفرق بينهما هو أن مصطلح PVT يستخدم بشكل خاص من قبل شركة أربيترون، والمعروفة حاليًا باسم "نيلسن أوديو" وهو نوع من عملية الإقناع المستخدمة للتأثير على الجمهور، وهو أيضًا جزء أساسي من مصطلحات الإعلان المختلفة.  (PVT) يستخدم بشكل خاص للإشارة إلى تقييمات التلفاز فيما يتعلق بعملية الإقناع التي تنطوي على عملية التأثير الإعلاني التي تهدف إلى تغيير مواقف الجمهور أو العملاء المحتملين وسلوك الشراء.